# Credito italiano V.E.R.D.I.
Credito italiano V.E.R.D.I. è un romanzo, quasi un racconto, pubblicato dalla Sugar nel 1967 e scritto nel 1966 da Carmelo Bene che lo definisce "quanto avanza di un romanzo cestinato" e il più "spudoratamente autobiografico" di quanto avesse mai scritto.
Alcuni spunti tratti da "Credito italiano..." si riscontreranno "virtualmente" in Nostra Signora dei Turchi e Salomè (lo sperpero di denaro, l'"auto-crocifissione di un cristo qualunque", ...).

## Giacobbe e Rachele
Il romanzo è incentrato sulle figure di Giacobbe principalmente e Rachele, una coppia che sembra perseguitata dalla fortuna...
[...] Non era un anno, ormai, ma molto più, che gli era entrato in testa un chiodo fisso: che la fortuna lo perseguitasse, invereconda in una morsa di ferro... Voglio vivere zoppo se tu mi vuoi, ma di tutte e due le gambe, perché con una gamba sola si può volare...
Questo sembra essere il leitmotiv apparentemente insensato di questo quasi un racconto: l'inopportunità della ricchezza, e tutto ciò che possa agevolare l'agiatezza, tanto da costringere Giacobbe a bruciare letteralmente cinque miliardi di lire italiane...
Se ne stavano entrambi ora, seduti, completamente nudi, [...] Nemmeno l'avessero fatto apposta, gettarono, all'unisono di una pausa obbligata, lo sguardo nel baule scoperchiato: banconote a mazzetti da diecimila lire traboccavano, sfidando i limiti della capienza, nuove di zecca. La fiamma crepitava minacciando di estinguersi. Si guardarono negli occhi, senza volerlo o vedersi. Ne prelevarono, meccanici, un pacco per uno, come accingendosi a una partita di ramino [...] Giacobbe pescava con la sinistra e con la destra bruciava...
Come se ciò non bastasse, viene ad aggiungersi uno strano dubbio misto a timore... 
[...] "a che pensi?" si senti domandare. "È atroce!" le sorrise. "Non riesco a scacciare il pensiero che da un momento all'altro potrei rifarmi"
Cercando di cadere nella miseria più bieca, o diversamente, facendo di tutto per non più risollevarsi dalla loro indecente situazione, Giacobbe pensò a un certo punto di cercarsi un padre da mantenere, un poveraccio qualunque andrà bene ...
Che intendeva fare Giacobbe? Dopo aver bruciato cinque miliardi di lire italiane, ridotto sé e Rachele all'indigenza, gli sarebbe mancato altro che un vecchio padre da sostentare, sicuramente invalido. Appunto, era questo che gli mancava.
Questa impotenza e impossibilità a permanere o regredire sempre più in uno stato indigente diventa un vero incubo e il credito diventa illimitato. 
La paternità, troppo indesiderata, è un altro elemento portante che caratterizza l'ossatura del romanzo così come il fantasma verdiano che si percepisce un po' ovunque. Allo stesso modo si avverte l'incapacità del privato, il privarsi del privato, tanto che l'epigrafe del libro riporta inconfutabilmente: "Se il mondo fosse la visione che ne abbiamo e non quella che il mondo ha di noi saremmo forse più riservati"